# تپه اسفند ۲
تپه اسفند ۲ مربوط به هزاره دوم قبل از میلاد - دوره اشکانیان است و در شهرستان کرمانشاه، بخش مرکزی، دهستان میان دربند، ۲۵۰ متری شمال شرق روستای گره چغا واقع شده و این اثر در تاریخ ۷ خرداد ۱۳۸۷ با شمارهٔ ثبت ۲۲۷۹۳ به‌عنوان یکی از آثار ملی ایران به ثبت رسیده است.